# Чернышёва, Раиса Ивановна
Раиса Ивановна Чернышёва (1903—1984) — советская фехтовальщица, фехтовальный тренер.

## Карьера
Воспитанница московского «Динамо». Специализировалась в фехтовании на шпагах. Трёхкратная чемпионка (1939, 1940, 1944) СССР, серебряный (1938, 1945, 1947) и бронзовый (1935) призёр чемпионатов СССР. На чемпионате СССР 1940 года также проводился единственный в СССР турнир саблисток, Раиса Ивановна стала серебряным призёром в фехтовании на саблях.
Мастер спорта СССР (1935). Заслуженный мастер спорта СССР (1946).

## Тренерская карьера
Окончила Высшую школу тренеров при ГЦОЛИФКе. Долгие годы была тренером в «Юном динамовце». В числе её воспитанников: Марк Мидлер, Лев Кузнецов, Александра Забелина, Татьяна Любецкая.
Заслуженный тренер СССР (1957).
Похоронена на Донском кладбище.

## Семья
Муж — Виталий Аркадьев — советский фехтовальщик и тренер, заслуженный тренер СССР.
Брат — Аркадий Чернышёв — советский хоккеист и хоккейный тренер.